# Línea Saronno-Como
La línea Saronno-Como es una línea de ferrocarril de 24,6 kilómetros de longitud que pertenece a la red ferroviaria regional de la Lombardía.

## Historia
La línea fue inaugurada por la FNM el 1 de junio de 1898 entre Saronno y Grandate; la última parte, de Grandate a Como Lago, ya se había abierto el 24 de septiembre de 1885 como parte del ferrocarril demolido Como-Varese.

## Servicios
El servicio de pasajeros es operado por la compañía Trenord, utilizando trenes regionales en la ruta Como Lago - Saronno - Milán 
Cadorna, que no hacen paradas entre Saronno y Milán Bovisa.